# Arnold Tchikobava
Arnold Tchikobava, de son nom complet Arnold Stepanovitch Tchikobava, en géorgien არნოლდ სტეფანეს ძე ჩიქობავა Arnold Step'anes je č'ikobava est un linguiste, philologue, lexicologue et homme d’action géorgien, né le 14 mars 1898 (26 mars dans le calendrier julien alors en usage dans l'Empire russe) dans un petit village de  Mingrélie, Satchikobavo საჩიქობავო, et décédé le 5 novembre 1985 à Tbilissi. Spécialiste des langues du Caucase, il s’est aussi intéressé à la linguistique générale. Il a également beaucoup travaillé sur la grammaire et le lexique de sa langue maternelle, le géorgien.

## Biographie
Arnold Tchikobava est né en 1898 dans un petit village de Mingrélie, en Géorgie occidentale. Après des études secondaires à Koutaïssi, il entre en 1918 à la Faculté de philosophie de l’Université d'État de Tbilissi, nouvellement fondée par Ivane Djavakhichvili. Il y achève son premier cursus en 1922. Sur proposition d’Akaki Chanidze აკაკი შანიძე, il s’inscrit alors en préparation au professorat. En 1929, ayant achevé son troisième cycle, il est le premier à soutenir une thèse de doctorat en sciences philologiques dans cette université.

### L’enseignant
Tout au long de sa vie, Arnold Tchikobava n’a jamais cessé d’enseigner. En 1926, il devint titulaire de la chaire d'études caucasiennes de l'Université d'État de Tbilissi, d'abord comme maître de conférences, puis à partir de 1933 et jusqu’à sa mort, avec le titre de professeur. Entre 1933 et 1960, il a assuré la direction du département d’études caucasiennes au sein de cette université. Comme il s’intéressait énormément à l’enseignement du géorgien, il publia de nombreux articles à l’intention des enseignants.
Entre 1936 et 1985, Arnold Tchikobava dirigea également le « département des langues ibéro-caucasiques » de l’Institut de linguistique de Tbilissi, qui fut rattaché à l’Académie des Sciences géorgienne après la fondation  de ladite académie en 1941. Entre 1950 et 1952, il dirigea même brièvement cet institut, qui porte aujourd’hui son nom.
Arnold Tchikobava compte aussi parmi les membres fondateurs de l’Académie nationale des sciences de Géorgie. Il siégea au présidium de l'Académie entre 1950 et 1963.

### Le chercheur
Arnold Tchikobava a effectué ou dirigé de très nombreuses recherches tant dans le domaine de la linguistique théorique qu’en ce qui concerne les langues kartvéliennes, dont le géorgien, et plus généralement les langues caucasiques. Il est l’auteur de plus de trois cents articles et de quatorze ouvrages, qu’il a publiés en géorgien, en russe et en allemand. En 1974, il fonda une revue scientifique, dont il devint le rédacteur en chef, et qui acquit une grande notoriété dans toute l’URSS et même au-delà, intitulée « Annales de la linguistique ibéro-caucasique. » Il devint ainsi le mentor de plusieurs générations de caucasologues, qui travaillent aujourd'hui en Géorgie comme à l’étranger, notamment en Russie (à Moscou, à Saint-Pétersbourg, dans le Caucase du Nord).
Il a étudié les multiples langues caucasiques, tant du point de vue de la description individuelle de ces langues que d’un point de vue comparatiste, en recherchant leur éventuelle origine commune. Il a très largement contribué à l’abondante production d’ouvrages et d’articles, parus en Géorgie dans les années 1930, sur les langues montagnardes du Nord-Caucase, qu’il s’agisse de monographies, de grammaires descriptives, d’articles traitant de questions grammaticales ou linguistiques particulières, etc. Il en était tantôt l’auteur, tantôt le relecteur.
Mais une partie essentielle de son œuvre fut consacrée aux langues kartvéliennes : mingrélien, laze, svane et bien sûr géorgien. Il étudia le géorgien, aussi bien ancien que moderne, sous tous ses aspects: morphologie, syntaxe, sémantique, lexicologie, phonétique… Il s’est aussi intéressé à ses multiples variantes dialectales, posant les bases d’une dialectologie historique du géorgien.
C’était également un fin connaisseur de l’œuvre de Chota Roustavéli, et plus généralement de la littérature géorgienne.

### Le lexicologue
Collaborant à la réalisation de plusieurs dictionnaires, Arnold Tchikobava a contribué à l’unification des normes du géorgien littéraire moderne. À la fois lexicologue et lexicographe, il devint éditeur en chef d’un « Dictionnaire explicatif de la langue géorgienne » en huit volumes  qui fait toujours autorité. Pour réaliser cet ouvrage de référence, il anima entre 1950 et 1964 une équipe de cent-cinquante chercheurs et lexicographes.

### Distinctions honorifiques
Arnold Tchikobava fut lauréat de nombreux prix et distinctions tant soviétiques qu’internationaux. Il reçut trois fois l’Ordre de Lénine, mais également le prix Lomonossov de l'Université d’État de Moscou en 1951, la médaille Djavakhichvili en 1973, et bien d’autres distinctions. En 1960, il devint Docteur honoris causa de la Faculté de Philosophie de l'Université de Berlin, et membre d’honneur de la Société royale de philologie britannique en 1968.
Sa notoriété lui valut d’être élu à quatre reprises député au Soviet suprême de la RSS de Géorgie entre 1956 et 1966.

## Regard sur l'œuvre
Son intérêt pour la linguistique générale le conduisit à publier dès 1924 des articles prônant l’application aux langues caucasiques de la méthode comparative qui avait donné des résultats probants pour les langues indo-européennes. Il consacra notamment ses recherches à la nature du langage, aux relations qu’il entretient avec la société et la culture, au signe linguistique. Selon lui, le langage est un système dynamique complexe de signes qui remplit trois fonctions principales : communication, expression et objectivation. Les signes linguistiques, qui désignent les objets de manière purement conventionnelle, sont matériels de par leur nature, mais sociaux de par leur objet.
Concernant les langues caucasiques, il a soutenu l’idée d’une parenté génétique entre les langues kartvéliennes, les langues abkhazo-adygiennes et celles du Daghestan. Ce point de vue est aujourd'hui rejeté par la communauté scientifique, qui distingue généralement trois familles au sein des langues caucasiques: une au sud et deux au nord de la chaîne du Grand Caucase. Arnold Tchikobava pensait également qu’il existait une parenté entre ces langues et le basque, d’où l’appellation de « langues ibéro-caucasiques » qu’il préconisait.
Mais il est surtout connu pour sa critique de l’œuvre du linguiste marxiste Nicolas Marr, dont la théorie de la linguistique spéculative fut un temps l'idéologie officielle soviétique. Nicolas Marr soutenait que toutes les langues du monde descendent d’une proto-langue unique, et que dans une société communiste, elles fusionneront en un langage commun. Arnold Tchikobava n’a jamais cessé de s’opposer à cette théorie. Grâce à son amitié avec le Premier Secrétaire du Comité central géorgien, Kandid Tcharkviani კანდიდ ჩარკვიანი, il ne fut pas inquiété, alors que ce fut le cas pour nombre de ses collègues opposés à la théorie officielle. Finalement, en 1950, il rencontra Joseph Staline en personne et le convainquit de dénoncer la théorie de Marr. Le débat alors ouvert dans la Pravda se conclut par un article signé de Staline, mais probablement en grande partie rédigé par Tchikobava, intitulé « Marxisme et questions de linguistique » ("Марксизм и вопросы языкознания"), qui qualifiait les « nouvelles théories linguistiques » de non-marxistes et invitait à se tenir désormais à l’écart des théories de Marr.